# Bursting Out
Bursting Out (1978) je prvním živým albem skupiny Jethro Tull.
Bylo nahráno na různých místech během evropského turné k albu Heavy Horses, v květnu a červnu roku 1978, není však jisté kde byla která stopa nahrána. Album je též známo pod jinými názvy jako Bursting Out: Jethro Tull Live, Bursting Out - Live, a Live - Bursting Out.
Album, které bylo vydáno na CD, je kratší o tři skladby: "Quatrain", "Sweet Dream" a "Conundrum", aby se vešlo na jedno CD. V roce 2004, byla vydána remasterovaná digitální verze původního dvojalba na dvou CD.

## Seznam skladeb
Všechny skladby napsal Ian Anderson, pokud není uvedeno jinak.

### Disc one
1. "Introduction by Claude Nobs"
2. "No Lullaby" – 5:34
3. "Sweet Dream" – 4:52
4. "Skating Away On The Thin Ice Of The New Day" – 5:20
5. "Jack In The Green" – 3:36
6. "One Brown Mouse" – 4:07
7. "A New Day Yesterday" – 3:07
8. "Flute Improvisation / God Rest Ye Merry Gentlemen / Bourée†" – 5:41
9. "Songs From The Wood" – 2:31
10. "Thick as a Brick" – 12:30 (Ian Anderson / Gerald Bostock)

† Bourée by Bach, arranged by Ian Anderson.

### Disc two
1. Introduction by Ian Anderson
2. "Hunting Girl" – 6:00
3. "Too Old To Rock 'n' Roll, Too Young To Die" – 4:19
4. "Conundrum" – 6:54 (Barlow / Barre)
5. "Minstrel In The Gallery" – 5:47
6. "Cross-Eyed Mary" – 3:39
7. "Quatrain" – 1:50 (Barre)
8. "Aqualung" – 8:34 (I. Anderson / Jennie Anderson)
9. "Locomotive Breath" – 5:31
10. "The Dambusters March/Medley/Aqualung (Reprise) (uncredited)" – 3:27 (Ian Anderson / Eric Coates)

## Obsazení
- Ian Anderson - zpěv, flétna, kytara
- Martin Barre - elektrická kytara, mandolína, marimba
- John Evan - klavír, varhany, akordeon, syntetizery
- Barriemore Barlow - bicí, zvonkohra
- David Palmer - píšťalové varhany, syntetizery
- John Glascock - baskytara, zpěv